# Tetiana Pata
Pour les articles homonymes, voir Pata.
Tetiana Pata (en ukrainien : Тетяна Якимівна Пата et russe : Татьяна Акимовна Пата), née le 20 février 1884 (3 mars dans le calendrier grégorien) et morte le 7 décembre 1976 à Petrykivka dans l'oblast de Dnipropetrovsk, était une artiste peintre ukrainienne.

## Biographie
Tetiana est une artiste reconnue et décorée œuvrant principalement dans le style de la Peinture décorative de Petrykivka.

## Quelques œuvres
- Fleur, Viorne en  1913,
- Viorne rouge en 1919,
- Bouquet en 1936, 1937, 1959,
- Asters, Aubergines, Poivrons en 1937, "Viorne et fleurs",
- Paons parmi les fleurs en 1949,
- Oiseau sur viorne en 1951,
- Oiseau et raisins en 1958,
- Coucou sur viorne en 1960,
- Panneau avec des oiseaux en 1967,
- Majors en 1972[3].

## Hommages
Un timbre ukrainien édité en 2000 lui est consacré.